# Волфганг Кетерле
Волфганг Кетерле (на немски: Wolfgang Ketterle) е германски физик, изследвал лазерното охлаждане. През 2001 получава Нобелова награда за физика, заедно с Ерик Алин Корнел и Карл Уиман, „за постигането на Бозе-Айнщайнова кондензация в разредни газове от атоми на алкалните елементи и за ранните фундаментални изследвания на свойствата на кондензациите“.

## Биография
Роден е на 21 октомври 1957 г. в Хайделберг, Германия. След завършване на гимназия в родния си град през 1976 г. продължава образованието си в Хайделберския университет. Две години по-късно се прехвърля в Техническия университет в Мюнхен, където защитава докторска дисертация през май 1986. От 1993 г. той е преподавател в Масачузетския технологичен институт.